# 769 (numero)
Settecentosessantanove (769) è il numero naturale dopo il 768 e prima del 770.

## Proprietà matematiche
- È un numero dispari.
- È un numero primo.
- È un numero omirp.
- È un numero di Proth.
- È parte delle terne pitagoriche (481, 600, 769), (769, 295680, 295681).
- È un numero fortunato.
- È un numero intero privo di quadrati.
- È un numero odioso.

## Astronomia
- 769 Tatjana è un asteroide della fascia principale.
- NGC 769 è una galassia spirale della costellazione del Triangolo.
- IC 769 è una galassia nella costellazione della Vergine.

## Astronautica
- Cosmos 769 è un satellite artificiale russo.